# William Quirós
William Quirós Sala (Alajuela; 10 de octubre de 1941) es un exfutbolista costarricense que se desempeñaba como centrocampista.

## Trayectoria
Se inició como jugador del Deportivo Saprissa de la capital San José en sus fuerzas básicas en 1954, donde cinco años después debutó en el equipo principal.
Con los morados, ganó la Primera División en 1962, 1964, 1965 y 1967, el Torneo de Copa en 1960, 1963 y 1974 y el Campeón de Campeones 1963, antes de marcharse con el Oakland Clippers junto con su compañero Edgar Marín. En su primera temporada, completó seis partidos, dos asistencias y se coronó en la National Professional Soccer League tras vencer en la final al Baltimore Bays por marcador global de 4-2.
Esa fue la única edición del torneo, ya que el siguiente año se fusionó con la United Soccer Association y formó la North American Soccer League, donde logró 25 juegos y 3 anotaciones.
Posteriormente, fue fichado por el Kansas City Spurs e increíblemente, fue campeón de la NASL 1969 por un punto encima del vigente ganador Atlanta Chiefs.
El equipo desapareció inexplicablemente en 1970 y por ende, regresó a su país para vincularse a la LD Alajuelense, club de su ciudad natal y archirrival del Saprissa, su primer equipo. Regresó a Estados Unidos junto con su compatriota Hernán Morales a jugar indoor con el San Jose Earthquakes por medio año y el otro normalmente, hasta su retiro profesional al finalizar la temporada.

## Selección nacional
Su primer partido con la selección de Costa Rica fue en un amistoso del 1 de marzo de 1959 ante México, donde perdió 3 a 1.

### Participaciones en Campeonatos Concacaf
| Copa                                          | Sede        | Resultado     | Part. | Goles |
| --------------------------------------------- | ----------- | ------------- | ----- | ----- |
| Campeonato de Naciones de la Concacaf de 1963 | El Salvador | Campeón       | 6     | 0     |
| Campeonato de Naciones de la Concacaf de 1965 | Guatemala   | Tercer puesto | 5     | 1     |

## Clubes
| Club                 | País           | Año       |
| -------------------- | -------------- | --------- |
| Saprissa             | Costa Rica     | 1959-1967 |
| Oakland Clippers     | Estados Unidos | 1967-1968 |
| Kansas City Spurs    | Estados Unidos | 1969      |
| Alajuelense          | Costa Rica     | 1970-1974 |
| San Jose Earthquakes | Estados Unidos | 1975      |

## Palmarés

### Títulos nacionales
| Título                              | Equipo            | País           | Año  |
| ----------------------------------- | ----------------- | -------------- | ---- |
| Copa Presidente                     | Saprissa          | Costa Rica     | 1960 |
| Primera División                    | Saprissa          | Costa Rica     | 1962 |
| Copa Presidente                     | Saprissa          | Costa Rica     | 1963 |
| Campeón de Campeones                | Saprissa          | Costa Rica     | 1963 |
| Primera División                    | Saprissa          | Costa Rica     | 1964 |
| Primera División                    | Saprissa          | Costa Rica     | 1965 |
| Primera División                    | Saprissa          | Costa Rica     | 1967 |
| National Professional Soccer League | Oakland Clippers  | Estados Unidos | 1967 |
| North American Soccer League        | Kansas City Spurs | Estados Unidos | 1969 |
| Primera División                    | Alajuelense       | Costa Rica     | 1970 |
| Primera División                    | Alajuelense       | Costa Rica     | 1971 |
| Copa Metropolitana                  | Alajuelense       | Costa Rica     | 1974 |

### Títulos internacionales
| Título                                | Equipo     | Sede        | Año  |
| ------------------------------------- | ---------- | ----------- | ---- |
| Campeonato de Naciones de la Concacaf | Costa Rica | El Salvador | 1963 |